# Río Cumeriali
Der Río Cumeriali, alternative Schreibweise: Río Cumerjali, ist ein etwa 120 km langer rechter Nebenfluss des Río Manú in Südost-Peru in der Provinz Manu der Region Madre de Dios. Der Flusslauf bildet mit Ausnahme seines Quellgebietes die Grenze zwischen den Distrikten Fitzcarrald im Westen und Manu im Osten.

## Flusslauf
Der Río Cumeriali entspringt in einem vorandinen Höhenkamm der peruanischen Ostkordillere auf einer Höhe von etwa 2100 m. Der Río Cumeriali durchquert das Bergland in nördlicher Richtung. Zwischen den Flusskilometern 90 und 45 fließt der Río Cumeriali in ostnordöstlicher Richtung. Dabei durchschneidet er bei Flusskilometer 80 einen größeren Höhenkamm und nimmt bei Flusskilometer 60 den Río Providencia, der bedeutendste Nebenfluss, von rechts auf. Im Unterlauf bildet der Río Cumeriali zahlreiche Flussschlingen aus und spaltet sich immer wieder in zwei Flussarme auf. Er fließt bis Flusskilometer 25 nach Norden und wendet sich auf seinen letzten Kilometern in Richtung Ostnordost. Der Río Cumeriali mündet schließlich auf einer Höhe von etwa 350 m in den Río Manú.

## Einzugsgebiet
Der Río Cumeriali entwässert ein Areal von etwa 1280 km² am Rande der peruanischen Ostkordillere. Das Einzugsgebiet liegt im Nationalpark Manú. Es grenzt im Osten an die Einzugsgebiete von Río Panagua und Río Pinquina, im Süden an die der Flüsse Río Porotoa und Río Maestron, beides Zuflüsse des Río Alto Madre de Dios, im Südwesten an das Einzugsgebiet des Río Timpía sowie im Westen an die Einzugsgebiete von Río Sotileja, Río Fierro und Río Capillejo, alle drei Zuflüsse des oberstrom gelegenen Río Manú.